# Сузаново
Суза́ново — село в Новосергиевском районе Оренбургской области России. Входит в Хуторской сельсовет.

## География
Село расположено примерно в 140 км (по шоссе) от Оренбурга, в 3 км от берега реки Кувай. 
Высота центра села над уровнем моря — 169 м.
В Сузаново насчитывается 6 улиц.

## История
Основано в 1911 году немецкими колонистами-меннонитами, как хутор Сусаново. Основатель — Иоганн Петерс из колонии Деевка (хутор назван в память его жены Сусанны) в Покровской волости Оренбургского уезда Оренбургской губернии.

## Население
| 2010 |
| ---- |
| 735  |

В 1917 году было 40 жителей, в 1926 году — 33 человека.

### Национальный состав
Изначально проживали немцы.
Согласно результатам переписи 2002 года, в национальной структуре населения русские составляли 74 % из 738 чел., из них 358 мужчин, 380 женщин.

## Инфраструктура
На территории села действуют:
- местная религиозная организация «ЦЕРКОВЬ ЕВАНГЕЛЬСКИХ ХРИСТИАН-БАПТИСТОВ»
- среднее образовательное учреждение МОБУ"Сузановская СОШ"[7]
- сельский клуб и библиотека, ФАП, несколько фермерских хозяйств.

## Транспорт
Просёлочная дорога.